# Saint-Laurent-la-Gâtine
Saint-Laurent-la-Gâtine är en kommun i departementet Eure-et-Loir i regionen Centre-Val de Loire strax norr om centrala Frankrike. Kommunen ligger i kantonen Nogent-le-Roi som tillhör arrondissementet Dreux. År 2022 hade Saint-Laurent-la-Gâtine 463 invånare.

## Befolkningsutveckling
Antalet invånare i kommunen Saint-Laurent-la-Gâtine
Referens:INSEE